# Gymnothorax conspersus
 Gymnothorax conspersus és una espècie de peix de la família dels murènids i de l'ordre dels anguil·liformes.

## Morfologia
Els mascles poden assolir els 110 cm de longitud total.

## Distribució geogràfica
Es troba des del Golf de Mèxic fins a Rio Grande do Sul (Brasil), incloent-hi Carolina del Nord, Florida, les Antilles i Colòmbia.